# إسير ستريم
إسير ستريم (بالإنجليزية: Acer Stream)‏ هو هاتف ذكي من إيسر يعمل بنظام أندرويد، تم طرحه في الأسواق في أغسطس 2010.

## الخصائص
- نظام التشغيل: أندرويد
- الكاميرا الخلفية: 5 ميجابكسل
- الشاشة: شاشة لمس
- الوزن: 140 غرام
- المعالج: 1 جيجا هرتز